# Sinapoilglucosio-sinapoilglucosio O-sinapoiltransferasi
La sinapoilglucosio-sinapoilglucosio O-sinapoiltransferasi è un enzima appartenente alla classe delle transferasi, che catalizza la seguente reazione:
2 1-O-sinapoil β-D-glucoside ⇄ D-glucosio + 1,2-bis-O-sinapoil β-D-glucoside